# Ниш
Ниш, також Ніш (серб. Ниш, Niš) — місто та муніципалітет в Сербії, столиця адміністративного регіону Нишава. Розташоване на річці Нишава. У місті Ниш, відповідно за переписом 2011 року, проживало 278 867 жителів, безпосередньо в самому місті жило 187 544 жителів. Воно є найбільшим містом півдня Сербії та третім за розмірами після Белграда та Нового Сада. Площа міста становить 597 км² включно з передмістями. Розташоване в 237 км на південний схід від Белграда на річці Нишава, недалеко від її впадіння в Південну Мораву.

## Етимологія

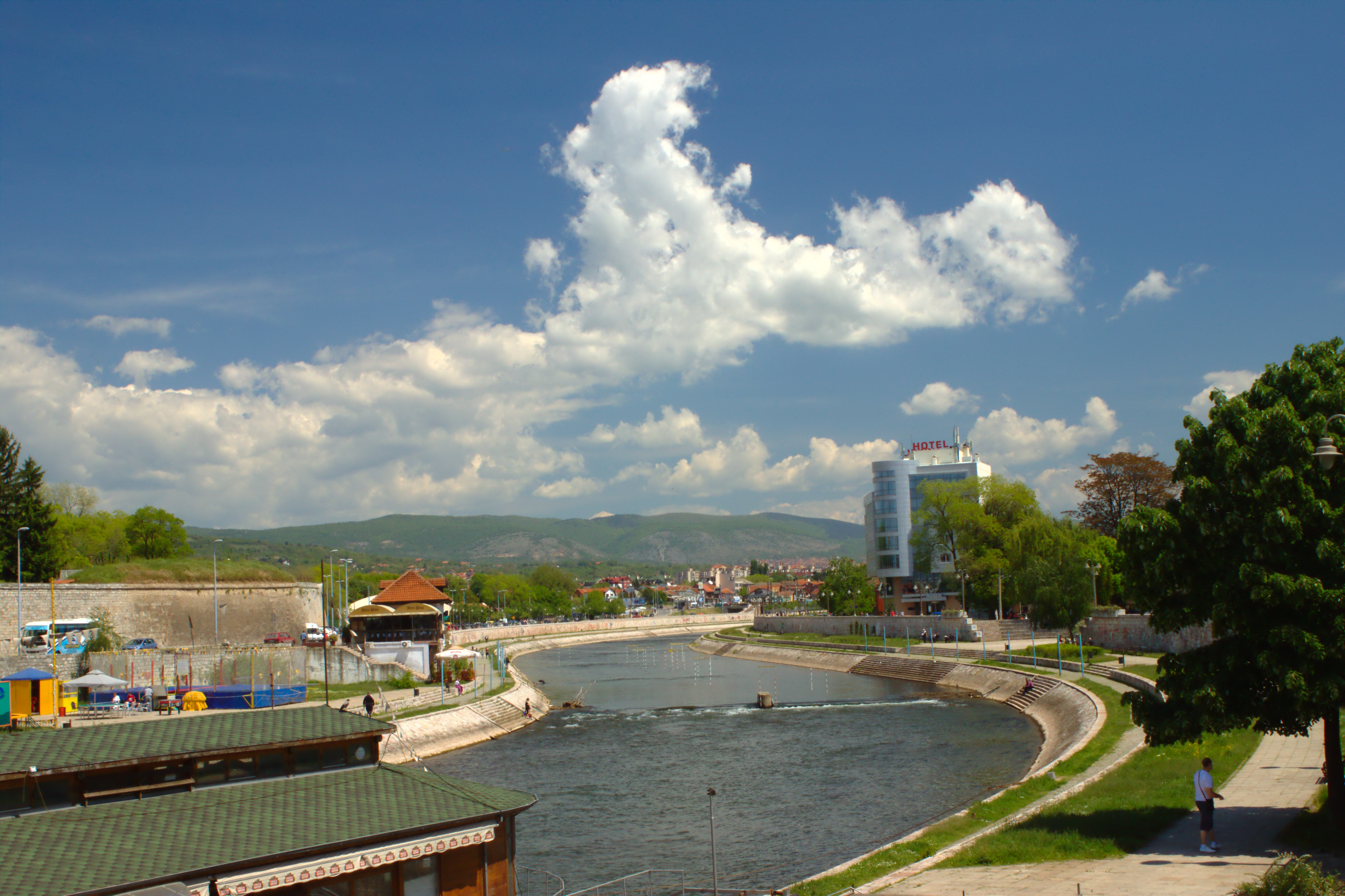
Річка Нишава в Ниші

Перше поселення в районі сучасного Ниша було засновано кельтами в III столітті до н. е.. Місто було названо на честь річки Нишава (серб. Нишава / Nišava) (кельт. Naissa) «Віліна річка» (Navissos). Переходячи з рук одних завойовників до інших, місто змінювало свою назву: римський Naissus, візантійський Ναισσός/Nysos, слов'янський Ниш, турецький Niş, німецький Nissa.

## Географія

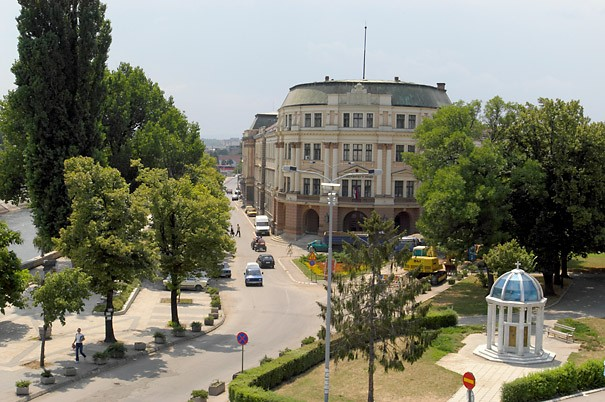
В центрі міста

Ниш розташований у низькій долині по обох сторонах річки Нишава, недалеко від її впадіння в Південну Мораву . Місто оточене пагорбами Хум, Вінік і Каменічки вис на північному сході, Гориця і Бубанья на півдні. Через Нишавську долину пролягають дороги, що ведуть на південь від Белграда , — в Салоніки і Афіни, і на схід — у напрямку Софії і Стамбула . Внутрішній центр міста знаходиться на висоті 192 м над рівнем моря (біля пам'ятника в центрі). Найвища точка агломерації — Трьом (1810 метрів) — гора в Сувій планіні, а найнижча (173 метри) — у Трупале — в гирлі річки Нишави. Агломерація Ниша займає площу 596,71 км ², в яку входить Ниш, Нишка Баня і 68 сільських поселень.

## Клімат
Ниш має помірно-континентальний клімат, з середньої річною температурою повітря 11,4 ° С. Найтеплішим місяцем є липень з середньою температурою 21,3 ° C, а найхолодніший січень з середньою температурою -0,2 ° С.
| Клімат Ниша                                             | Клімат Ниша | Клімат Ниша | Клімат Ниша | Клімат Ниша | Клімат Ниша | Клімат Ниша | Клімат Ниша | Клімат Ниша | Клімат Ниша | Клімат Ниша | Клімат Ниша | Клімат Ниша | Клімат Ниша |
| Показник                                                | Січ.        | Лют.        | Бер.        | Квіт.       | Трав.       | Черв.       | Лип.        | Серп.       | Вер.        | Жовт.       | Лист.       | Груд.       | Рік         |
| Абсолютний максимум, °C                                 | 18,6        | 23,2        | 28,6        | 33,0        | 34,2        | 38,3        | 42,3        | 39,6        | 37,2        | 32,6        | 27,1        | 20,7        | 42,3        |
| Середній максимум, °C                                   | 3,8         | 7,1         | 12,3        | 18,0        | 22,9        | 25,9        | 28,0        | 28,5        | 24,8        | 18,9        | 11,7        | 5,4         | 17,3        |
| Середня температура, °C                                 | −0,2        | 2,5         | 6,7         | 11,9        | 16,6        | 19,5        | 21,3        | 21,1        | 17,2        | 11,9        | 6,4         | −1,7        | 11,4        |
| Середній мінімум, °C                                    | −3,5        | −1,3        | 1,8         | 6,1         | 10,4        | 13,4        | 14,5        | 14,4        | 11,1        | 6,5         | 2,4         | −1,4        | 6,2         |
| Абсолютний мінімум, °C                                  | −23,7       | −19,3       | −13,2       | −3,5        | −1          | 4,2         | 7,6         | 4,6         | −2,2        | −6,8        | −14         | −15,8       | −23,7       |
| Норма опадів, мм                                        | 41          | 40          | 45          | 51          | 67          | 70          | 44          | 43          | 44          | 34          | 57          | 54          | 590         |
| ------------------------------------------------------- | ----------- | ----------- | ----------- | ----------- | ----------- | ----------- | ----------- | ----------- | ----------- | ----------- | ----------- | ----------- | ----------- |
| Джерело: Республіканський гідрометеорологічний інститут |             |             |             |             |             |             |             |             |             |             |             |             |             |

Щорічно випадає в середньому 589,6 мм дощу і снігу на квадратний метр, що становить в середньому 123 дощові дні та 43 днів зі снігом. Максимальна температура за всю історію була 44,2 °С 24 липня 2007 року, а найнижча -23,7 °С 25 січня 1963 року. Максимальна кількість опадів зареєстровано 5 листопада 1954 року і 76,6 мм. Найбільша товщина снігу склала 62 см, який випав з 23 по 25 лютого 1954 року. Спостереження за кліматом Ніша ведеться на метеорологічної станції, розташованої в фортеці на висоті 202 метри над рівнем моря.

## Історія

### Предісторія

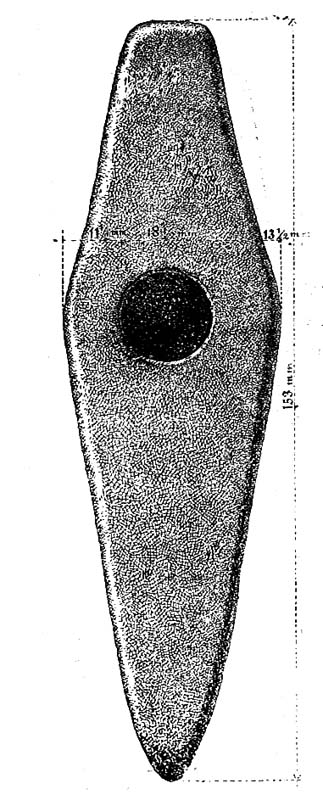
Кам'яний молоток

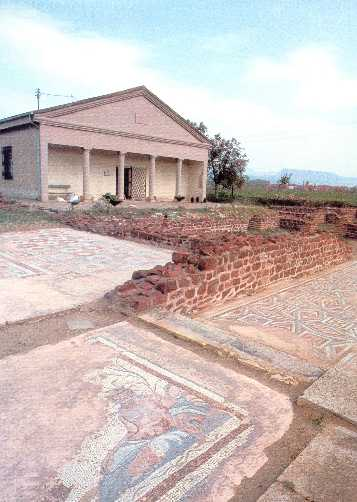
Мозаїка з Медіяне

На підставі археологічних розкопок можна зробити висновок, що на території Ниша люди жили зі середнього палеоліту (100000 — 30000 років до н. е.). Залишки з палеоліту, знайдені в містечку Кременац, зберігаються в археологічній колекції Національного музею в Ниші. У Медошеваці були знайдені гробниці бронзової доби і городище Медіяна. Відкриття стародавніх городищ Бубанья і Хумска чука показують, що поселення існували в період 5800-5500 років до нашої ери. Найдавніший шар відноситься до неоліту, і належить до Старчево-Крішській культурної групи. Вважається, що Ніш є одним з можливих місць, де виріс Діоніс. Назву місту, швидше за все, дали кельти, що жили на території сучасної південно-східної Сербії; Навісос зі значенням Вілін град.
Римляни захопили місто під час Дарданійської війни в I столітті до нашої ери. Стратегічне положення міста дозволило йому стати військовим, адміністративним і торговим центром провінції Верхня Мезія. За часів Римської імперії місто носить ім'я Наїс (Naissus), латинізоване назва від грецького Naisos (Ναϊσσός). Уже в II столітті нашої ери Наїс був досить відомим містом: Клавдій Птолемей у своїй «Географії» згадує як одного з чотирьох найбільших міст Дарданії.
У 33 році н. е. римляни побудували Via Militaris, яка проходила через Ниш. У вересні 268 року Римська армія, на чолі з імператором Галлієні і двома майбутніми імператорами Марком Аврелієм Клавдієм і Авреліаном, зіткнулася з готами у кривавій битві під Наїс. Вважається, що було вбито 30000 — 50000 готів і що перемога забезпечила існування Західної Римської імперії на наступні два століття.
В античному місті Наїс 27 лютого 271 року (за іншими даними 273 року) народився син Констанція Хлора і Флавії Юлії Олени Костянтин Великий, майбутній імператор Римської імперії. У рідному місті імператор Костянтин побудував віллу медія. Сьогодні цей район є важливим місцем археологічних розкопок, які розпочалися в 1979 році. Мозаїчні підлоги та інші залишки імперської розкоші зберігаються в музеї медія. У 284 році імператор Діоклетіан виділив Дарданію з Мезії в окрему провінцію, Наїс став столицею Дарданії.
У IV столітті була заснована Наїська єпархія, яка стала одним з важливих релігійних центрів в Римській імперії. Базиліка IV століття в Наїсі — один з найстаріших християнських пам'ятників у світі. У IV-V століттях єпископами з Наїсу були: Гауденція, Бонос, Маркіян, Гаян та Проект, які внесли помітний внесок у християнське вчення.
Відмінне стратегічне положення і багатство зробило Наїс об'єктом атак багатьох варварів. Хоча імператор Юліан II Відступник посилив мури навколо Наїсу, і перетворив його на добре укріплене місто, все одно варвари спалювали місто і знищували людей. Після появи гунів у 442 році (потім в 448 і 480), Наїс був повністю зруйнований..
|  | ... Коли ми дісталися до Наїса (грец. Ές Ναϊσσον), ми виявили абсолютно безлюдне місто, зруйноване противниками (гунами). Біля руїн храму були деякі люди, які залишилися там через хворобу. Трохи осторонь від річки, весь прибережний район був покритий кістками тих, хто загинув у бою ... — Пріск о Наїсі |

Розташований на перехресті Балканського півострова та Малої Азії, Ниш є одним з найстаріших міст регіону, ще з давніх часів будучи мостом між Сходом та Заходом. У місті є християнська церква, зведення якої датоване 4 століттям н. е. У Ниші народилися римські імператори Костянтин III та Юстиніан І, а також Костянтин Великий, перший християнський римський імператор та засновник Константинополя.

### Середньовіччя

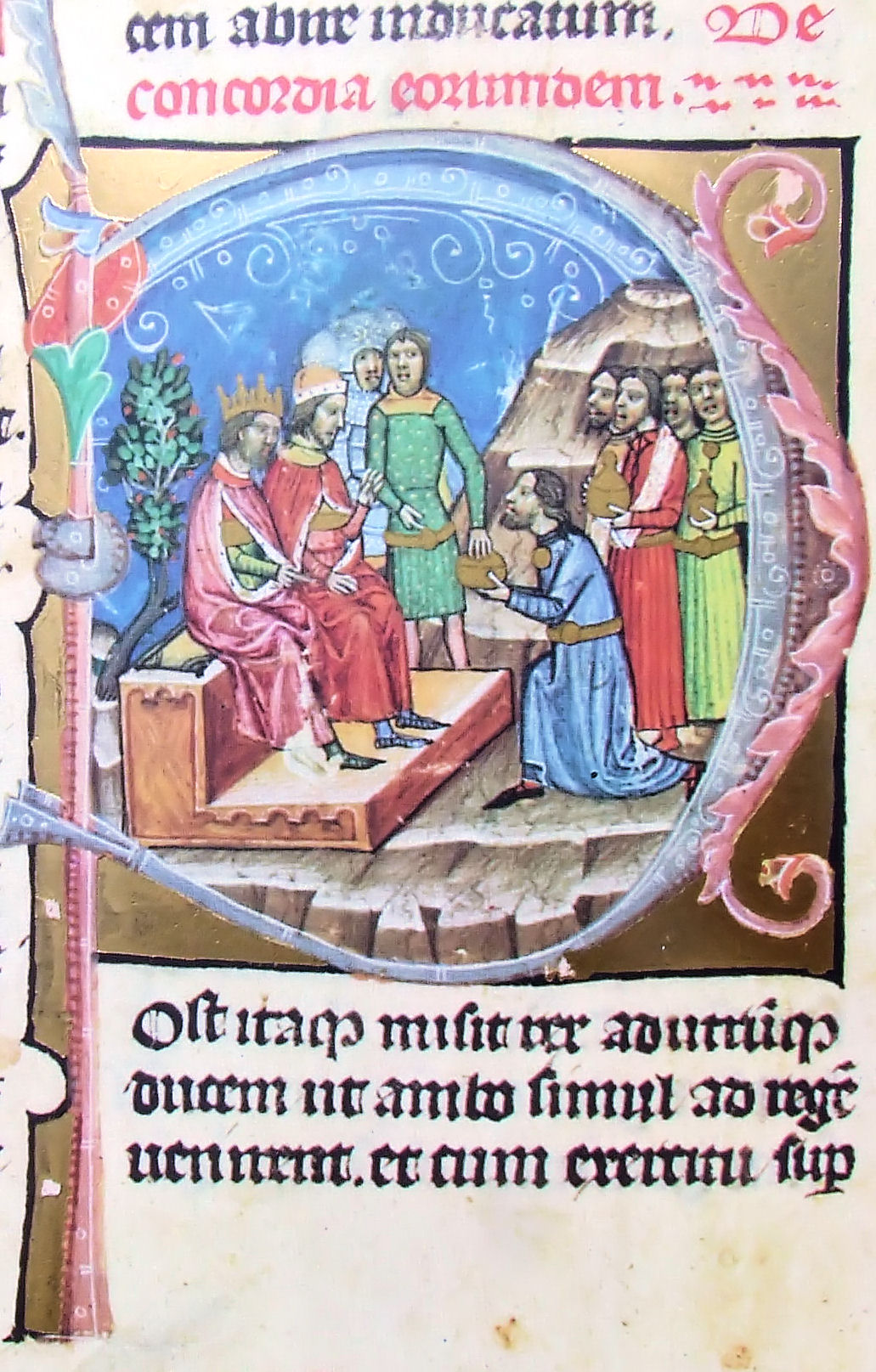
Жителі Ниша підкоряються царю Соломону та герцогу Гейзі в 1072 році, Chronicon Pictum

Прокопій Кесарійський у своєму трактаті «Про споруди» пише, що імператор Юстиніан I відновив Наїс, побудувавши 32 нових вежі. Крім того, Прокопій, зокрема, повідомляє про війни та навалах слов'ян в 550—551 роках.
Перша міграція слов'ян і аварів відбулася в другій половині VI століття . У VI — VII століттях слов'янські племена вісім разів намагалися захопити Наїс. В останню атаку в 615 році слов'яни взяли місто, а більша частина римського населення бігла або зникла. Сліди римських жителів Наїсу залишилися в місцевому населенні — волохах.
У 803 році болгарський хан Крум захопив Ниш, Візантія повернула собі місто в 1018 році під час правління Василя II Болгаробійця. У 1072 угорська армія захопила долину Морави аж до Ниша, але вже через рік візантійці відновили статус-кво. 4 липня 1096 населення Ниша розбило армію Селянського хрестового походу. У середині XII століття візантійський імператор Мануїл Комнін використовував місто як базу для своїх військ проти угорців. Болгарія повернула собі місто в 1190 році, під час правління царя Івана Асеня I.

Турки під проводом Мурада I завоювали і розграбували Ниш в 1386 році, після 25 днів облоги. У Середні віки в місті перебували мощі святого Прокопія, який був покровителем Нишу. Незадовго до завоювання міста сельджуками його мощі були перенесені в центр тодішньої Сербії, сьогодні Прокупле . Нове османське руйнування місто пережило в 1427 році. У 1443 Ниш знову опинився в руках сербського деспота Георгія Бранковича . Християнське військо, на чолі з угорським воєводою Яношем Гуньяді і Георгієм Бранковичем, перемогло турків і витіснило їх до Софії.

### Під Османською імперією

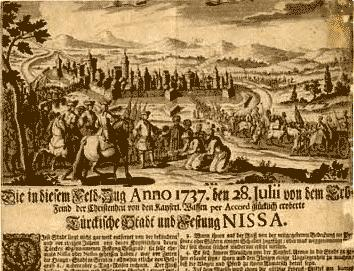
Офорт міста Ниша (1737 р.)

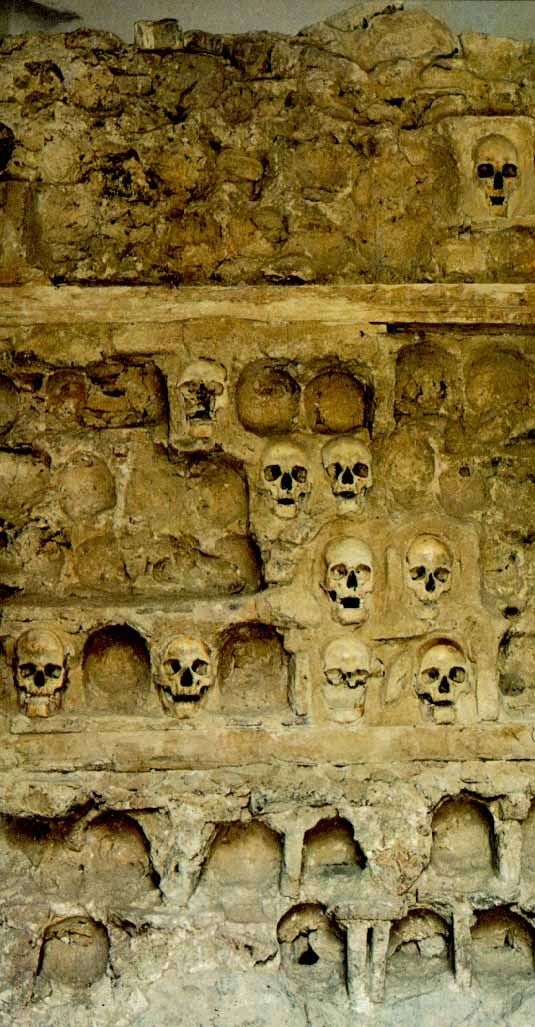
Челе кула (Вежа з черепів) — вежа, збудована турками з черепів повсталих у 1809 році болгар та сербів

Ниш знову був захоплений османами в 1448 році і залишався під їх владою впродовж подальших 245 років. У цей період Ниш був центром Нишського пашалика, а також — центром однієї з єпархій Болгарського екзархату. 20 червня 1521 року в Ниші спалахнула величезна пожежа. Місто було би повністю знищене, якби не Ахмед-паша (командувач турецькою армією у війні проти Угорщини), який ввійшов по дорозі в місто і врятував багатьох його мешканців.
Під час Великої турецької війни, 24 вересня 1689 року, під Нишем відбулася битва, в який турецька армія була розбита, а австрійці під командуванням князя Людвіга Баденського вперше захопили місто. Після провалу подальших рейдів австрійські війська 8 вересня 1690 року капітулювали і здали місто туркам.
В 1737 році турки збудували Нишську фортецю (надалі стала цитаделлю). У липні того ж року, без формального оголошення війни, до Нишу підступила австрійська армія, під командуванням великого Герцога Тосканського.
Турки вели тоді війну з Росією, в Ниші знаходився лише 4-тисячний гарнізон, який, не розраховуючи на допомогу, вступив у переговори з ворогом і потім капітулював, забезпечивши собі вільний вихід. Наприкінці серпня 1737 року австрійська армія відступила до Ужиці, залишивши в Ниші загін з 5 батальйонів, під керівництвом генерала Докса. Скориставшись цим турки у вересні 1737-го зосередили під Нишем дев'яностотисячну армію і запропонували Доксу здатися, що він і зробив без спротиву, після чого зі своїм загоном відійшов до Белграду: за це він був відданий під суд і страчений.
З 1870 року, коли Болгарська православна церква відокремилася від Константинопольського Патріархату, аж до 1878 року серед жителів Ниша переважали болгари. У місті діяли болгарське училище і бібліотека. До 1878 року Ниш сприймався як болгарське місто. Французький представник Жером Адольф Бланкі, який відвідав Ниш незабаром після Нишського повстання, назвав навіть Ниш — столицею Болгарії. До 1878 року навіть серби вважали Ниш болгарським містом. У першому виданні сербської спеціалізованої історії болгарського народу (що побачив світ у рік Визволення!) Стверджувалося, що:
|  | Головні міста Болгарії на Дунаї це: Відін з 18-19 000 жителів, Нікополь з 10-15 000 жителів, Свіштов з 20 000 жит., Рущук з 22 000 жит., Сілістра з 23 000 жит. А у Внутрішній Болгарії: Ниш з 16 000 жителів, Плевен з 17 000 ж., Ловеч з 11 000 ж., Шумен з 20 000 ж., Варна на Чорному морі з 16 000 ж., і Тирново — стара столиця на Янтрі з 15 000 жителів. |

Але по Сан-Стефанському договору Ниш був приєднаний до Князівства Сербії. У наступні десятиліття більшість болгар покинуло місто, інші асимілювалися; а з урбанізацією XX століття, в Ниш переселилися тисячі сербських селян.
В 1929—1941 роках Ніш був адміністративним центром Моравської бановини.

## Населення
За переписом 2002 року
- Серби 235,657
- Цигани 5,687
- Чорногорці 846
- Болгари 799
- Югослави 664
- Хорвати 417
- Інші 5,733

## Адміністративний поділ
Ниш складається з п'яти районів:
- Медіяна
- Палілула
- Пантелей
- Червоний Хрест
- Нишська Баня

## Архітектурні пам'ятки

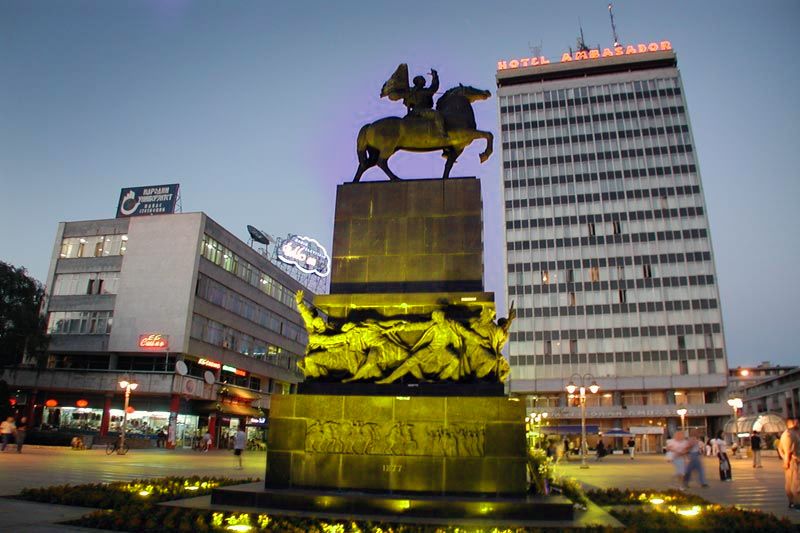
Пам'ятник визволителям міста

- Вежа з черепів — вежа, збудована турками з черепів сербів у 19 ст.
- Ниська фортеця — турецька фортеця в центрі міста
- Медіана — фундамент римської будівлі
- Бубань — пам'ятник югославам, загиблим у Другій Світовій війні

## Персоналії
- Костянтин І Великий (272—337) — римський імператор, роки правління (306—337).
- Костянтин III, (Флавій Костянтин) (370—421) — римський імператор, рік правління 421.
- Юстиніан I, (Флавій Юстиніан) (482(483) — 565) — римський імператор, роки правління (518—527)
- Біля Крстіч (*1956) — сербська співачка.
- Звонко Каранович (*1959) — сербський поет і прозаїк.
- Сладжана Станкович (1965—1999) — сербська військовослужбовець, яка брала участь у Косовській війни. Вважається першою жінкою-добровольцем в армії Союзної Республіки Югославії.
- Черрі Кісс (*1992) — сербська порноакторка.